# Schloss Osthausen

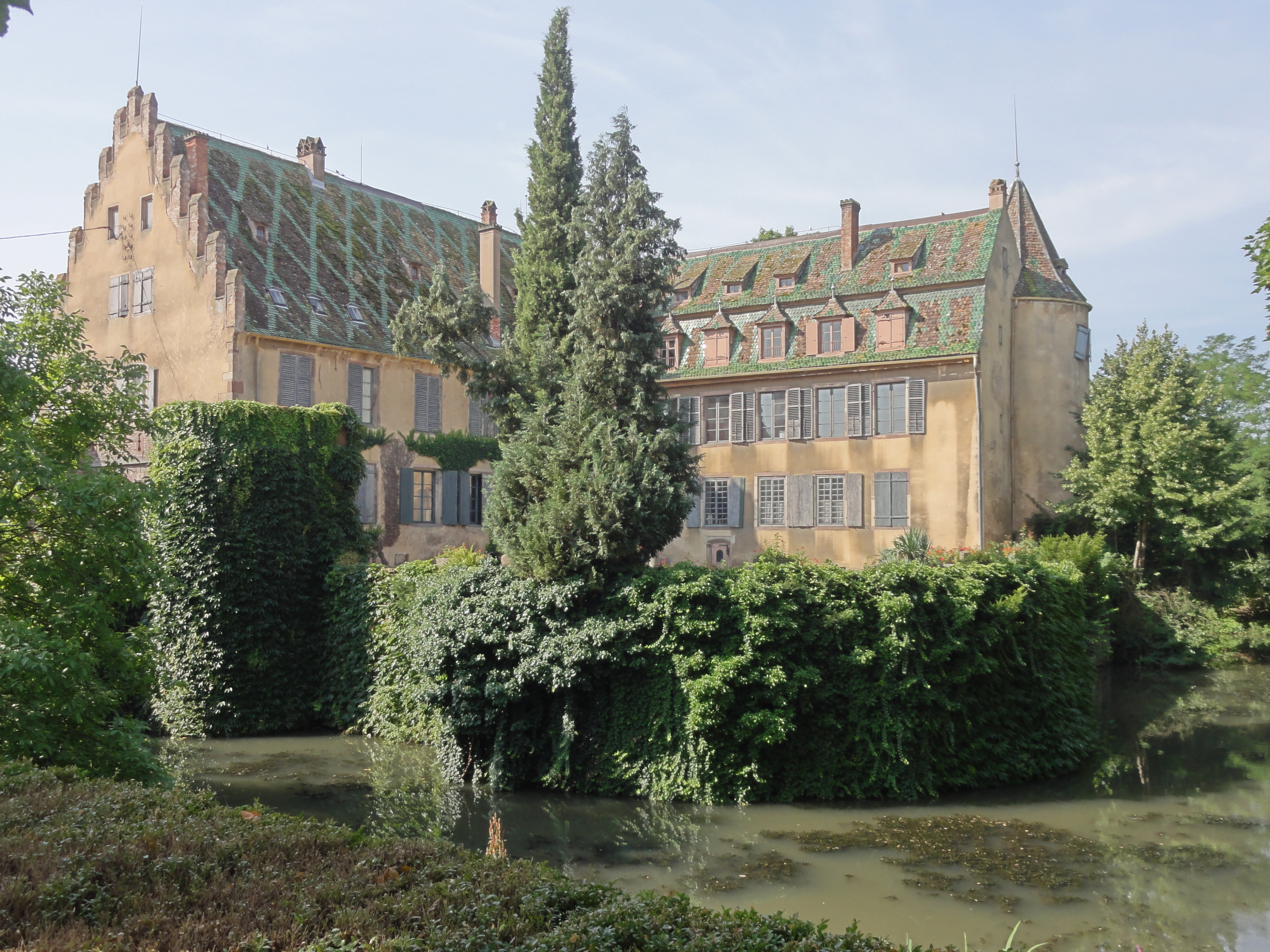
Schloss Osthausen, Ansicht von Norden

Das Schloss Osthausen (französisch Château d’Osthouse oder Château des Zorn de Bulach) ist ein renaissancezeitliches Wasserschloss im elsässischen Ort Osthouse (deutsch Osthausen) im Département Bas-Rhin.
Auf den Fundamenten einer älteren Vorgängeranlage errichtete die Familie Zorn von Bulach im 15. Jahrhundert einen Neubau, der im 16. Jahrhundert um einen Trakt erweitert und damit zur heutigen, zweiflügeligen Anlage ausgebaut wurde. Bis in die 1960er Jahre blieb diese im Besitz der Familie, ehe sie im Erbgang an Nicolas de Sonnenberg kam.
Osthausen ist das einzige Wasserschloss im Elsass, dessen Burggraben heute noch Wasser führt. Es ist seit dem 15. März 1983 als Monument historique klassifiziert.

## Geschichte

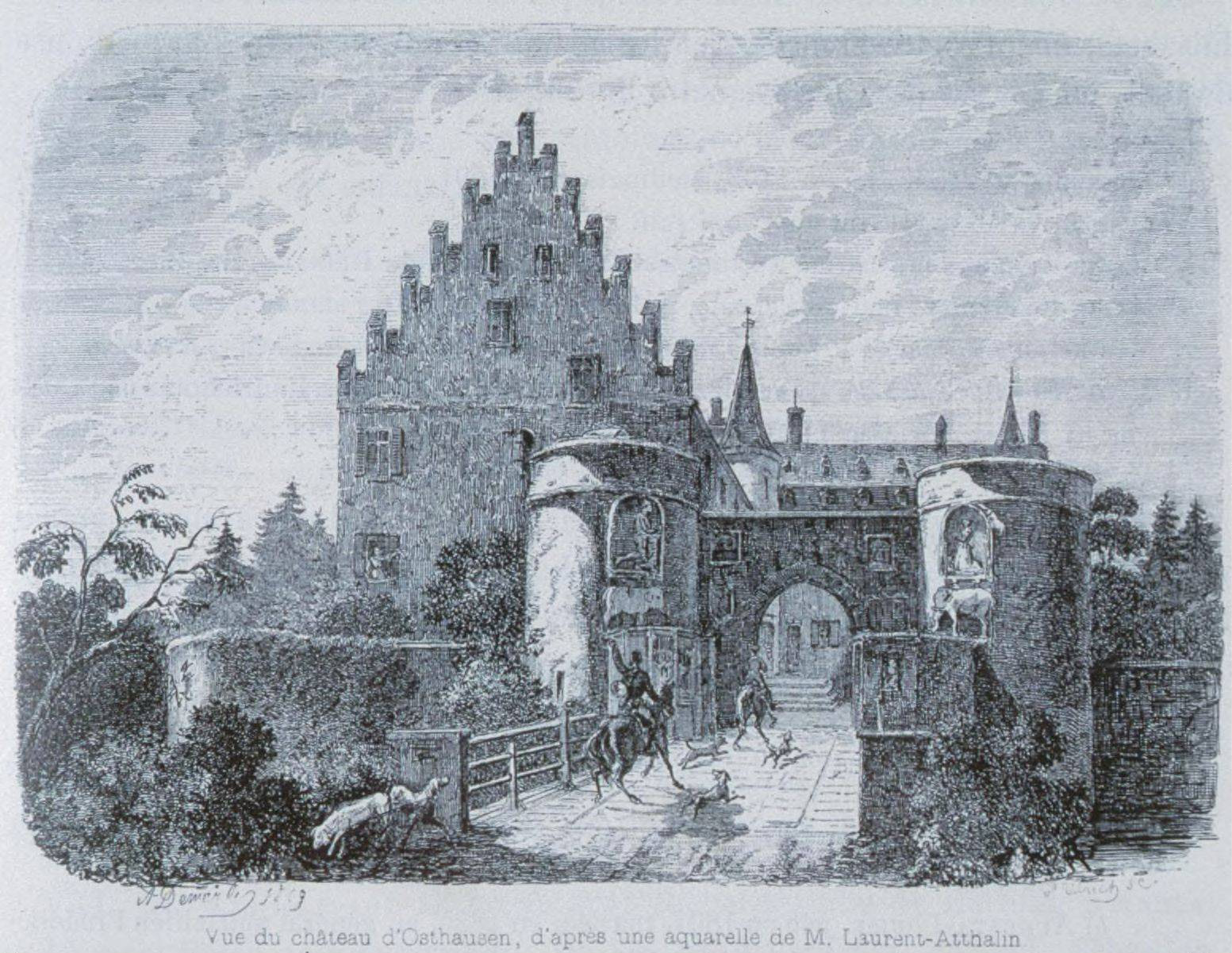
Radierung nach einem Aquarell von Louis Laurent-Atthalin, 1870

Osthouse gehörte im 14. Jahrhundert zum Territorium der Reichsritterschaft. Kaiser Sigismund verlieh eine Hälfte des Ortes im Jahr 1436 an Rudolf Zorn. Sechs Jahre später erhielt Nikolaus Zorn von Bulach die andere Hälfte von Kaiser Friedrich III. Schon zuvor besaß deren Familie dort Eigentum, denn am rechten Ufer der Ill existierte bis 1968 noch der Hügel einer hochmittelalterlichen Motte, die ein Allodial der Zorn von Bulach war. Die Familie entstammte ursprünglich dem Straßburger Patriziat und stellte dort zahlreiche Stadtmeister. Zwischen 1442 und 1457 begann sie mit dem Neubau eines Schlosses auf den Fundamenten einer Vorgängeranlage, die wahrscheinlich noch aus dem 14. Jahrhundert stammte. Nach Fertigstellung des Schlosses gaben die Zorn von Bulach ihre alte Turmhügelburg am gegenüberliegenden Flussufer im 15. Jahrhundert auf. Für 1457 ist nicht nur das Gebäude, sondern auch ein Fischergarten genannter Fischteich und ein Gemüsegarten verbürgt.
Georg Zorn von Bulach, Kaiserlicher Rat unter Karl V., veränderte den Bau seiner Vorfahren 1558 und fügte ihm 1552 oder 1570 im rechten Winkel einen zweiten Gebäudeflügel an. Die Innenräume dieses zweiten Flügels wurden im 18. Jahrhundert unter Anton-Joseph Zorn von Bulach, dem diplomatischen Berater des Kardinals Louis René Édouard de Rohan-Guéméné, im damaligen Geschmack der Zeit modernisiert und erhielten ein neues Dach. Während des Zweiten Kaiserreichs war der Baron Zorn von Bulach Kammerherr des Kaisers Napoleon III. und empfing auf seinem Schloss Osthausen die Kaiserin Eugénie. Zu diesem Anlass schenkte er ihr als Andenken die bekannte Bronzestatue ihres Sohns Napoléon Eugène Louis mit seinem Hund Nero von Jean-Baptiste Carpeaux, die heute im Schloss Compiègne zu sehen ist.
Nach dem Tod des letzten Barons Stanislas Zorn von Bulach, Bürgermeister von Osthouse, kam die Anlage 1963 an Nicolas de Sonnenberg, denn Stanislas’ Mutter war eine geborene de Sonnenberg.

## Beschreibung

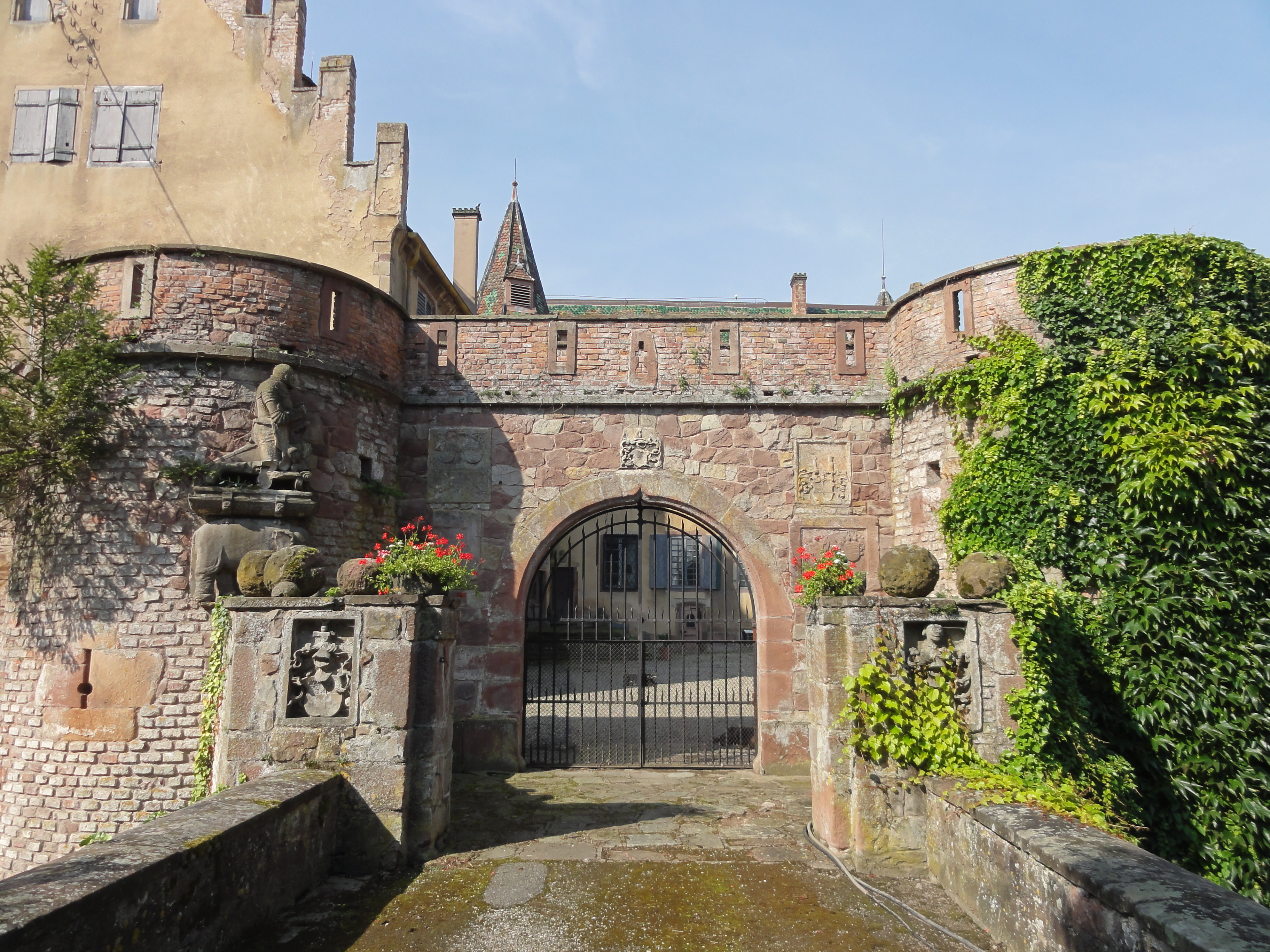
Schlossportal

Das denkmalgeschützte Schloss steht am südlichen Rand der Ortschaft am linken Ufer der Ill, die den Wassergraben der Anlage speist. Das zweiflügelige Gebäude steht auf einer quadratischen Insel, die an zwei Seiten vom heutigen Schloss und an den beiden übrigen Seiten von Resten einer Ringmauer begrenzt wird. Die Mauerreste gehören – ebenso wie die vier polygonalen Fundamente der einstigen Ecktürme – zu einer Vorgängeranlage. Die Schlossinsel ist über eine steinerne Brücke von Westen erreichbar. Sie führt zu einem Torbau mit Schießscharten aus dem 16. Jahrhundert, dessen rundbogiges Portal von zwei halbrunden Türmen aus Backsteinen flankiert wird. Die beiden Flankierungstürme besitzen an der Außenseite Haustein-Reliefs, die den Schlosserbauer Georg Zorn von Bulach und seine Frau Ursula von Landsberg zeigen. Die beiden Figuren knien auf Sarkophagen, die von Elefanten getragen werden. Die Reliefs befanden sich früher in der Schlosskapelle. Im Inneren der zwei Türme befinden sich Grabdenkmäler von Angehörigen der Zorn von Bulach, darunter der Grabstein des 1321 verstorbenen Stiftspropstes Hugo Zorn von Bulach, der ursprünglich in der Straßburger Kirche Jung Sankt-Peter installiert war und seit 1900 im nördlichen Eingangsturm aufbewahrt wird.

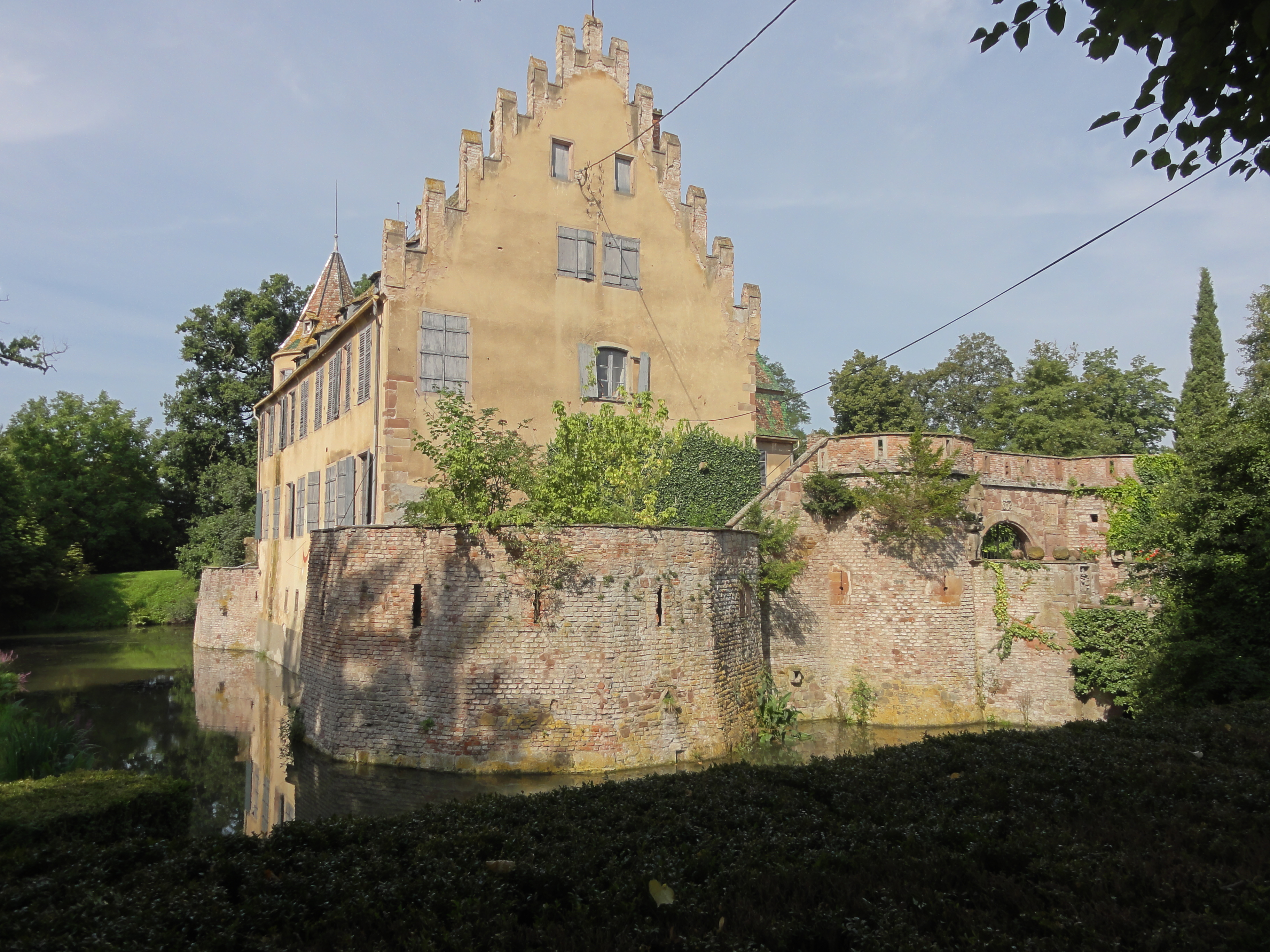
Ansicht von Osten

Die beiden zweigeschossigen Gebäudeflügel des Schlosses begrenzen die Südwest- und die Südost-Seite der Schlossinsel. Der westliche der beiden Trakte ist der ältere und stammt im Kern aus dem 15. Jahrhundert, wurde aber 1558 verändert. Davon zeugt die entsprechende Jahreszahl im Sturz der Eingangstür. Das hohe, zweistöckige Dach dieses Flügels besitzt an beiden Längsseiten sechs Lukarnen. Die beiden westlichen Außenecken des Südwest-Trakts werden von runden Ecktürmen mit abknickenden, polygonalen Helmen markiert. An seinem Südende schließt sich im rechten Winkel ein jüngerer Südost-Flügel aus dem 16. Jahrhundert an. Dieser wurde direkt in den Graben gebaut, während der westlichere Teil etwas zum Hof hin zurückgesetzt ist. Zur nordöstlichen Seite besitzt er einen für die Renaissance typischen Staffelgiebel. Die Dächer beider Flügel sind mit rot und grün glasierten Ziegeln gedeckt, die ein diamantähnliches Muster bilden. Für das Mauerwerk des Gebäudes kamen Sandstein und Bruchstein zum Einsatz. Im hofseitigen Winkel steht ein schmaler, runder Treppenturm, der die Wappen der Familien Zorn von Bulach und Kageneck zeigt. Auch am runden Brunnen im Schlosshof findet man Wappenabbildungen, diesmal der Zorn von Plobsheim sowie der Familie von Sonnenberg.
Von der Innenausstattung sind ein gotischer Taufstein sowie eine hölzerne Madonna aus dem 16. Jahrhundert in der Schlosskapelle bemerkenswert. Kunsthistorisch ebenfalls wertvoll ist die renaissancezeitliche, bemalte Balkendecke in einem Erdgeschossraum. Sie stammt ursprünglich aus dem in den 1880er Jahren zerstörten Rebmattschloss in Erstein.